# Jean Briner
Jean Briner (* 28. Juli 1876 in Rieden; † 29. März 1967 in Zürich, reformiert, zwischen 1926 und 1953 konfessionslos, heimatberechtigt in Rieden und Zürich) war ein Schweizer Politiker (SP).

## Biografie
Jean Briner kam am 28. Juli 1876 in Rieden als Sohn des Buchdruckers und Sozialdemokraten Johannes Briner zur Welt. Zwischen   1892 und 1896 erhielt er eine Ausbildung als Schriftsetzer. Im Anschluss führten ihn seine Wanderjahre unter anderem nach Paris, ehe er sich ab 1900 in Zürich niederliess.
Jean Briner gehörte seit 1897 dem Schweizerischen Typographenbund sowie seit 1898 dem Grütliverein und der SP an. Auf stadtpolitischer Ebene war Briner zwischen 1912 und 1919 im Grossen Stadtrat sowie zwischen 1928 und 1942 als Leiter des Schulamts im Zürcher Stadtrat vertreten. Dazu amtierte er von 1910 bis 1928 als Präsident der Kreisschulpflege Zürich 3. Auf kantonspolitischer Ebene vertrat er seine Partei in den Jahren 1911 bis 1929 im Kantonsrat. Darüber hinaus nahm er, als Nachfolger des verstorbenen Hans Schenkel, von 1926 bis 1939 sowie von 1940 bis 1943 Einsitz in den Nationalrat.
Jean Briner prägte im "roten Zürich" das Schulwesen in den Wachstumsjahren der Stadt. So förderte er nach dem Vorbild des Wiener Pädagogen Otto Glöckel sozialpädagogische Einrichtungen, die Gründung von Horten, Sonder- und Abschlussklassen sowie den Bau von Schul- und Sportanlagen nach neuen Erkenntnissen.
Er war in erster Ehe seit 1901 mit Marie, der Tochter des Kanzlisten aus Wiedikon Hugo Zweidler sowie in zweiter Ehe seit 1909 mit Elise, der Tochter des Wagnermeisters aus Wiedikon Jakob Meyer, verheiratet. Jean Briner starb am 29. März 1967 90-jährig in Zürich.

## Werke
- Schule und Elternhaus, 1931-, diverse Beiträge
- «Otto Glöckel und seine Beziehungen zur Schweiz», In: Otto Glöckel, Selbstbiographie, Zürich: Verlag Genossenschaftsdruckerei Zürich 1939, S. 209–227

## Weblink
- Markus Bürgi: Briner, Jean. In: Historisches Lexikon der Schweiz.

| Personendaten    | Personendaten            |
| ---------------- | ------------------------ |
| NAME             | Briner, Jean             |
| KURZBESCHREIBUNG | Schweizer Politiker (SP) |
| GEBURTSDATUM     | 28. Juli 1876            |
| GEBURTSORT       | Rieden                   |
| STERBEDATUM      | 29. März 1967            |
| STERBEORT        | Zürich                   |